# Naltrexona
La naltrexona o naltraxona es un fármaco sintético antagonista no selectivo de los receptores opiodes. Los efectos farmacológicos son mínimos en ausencia de opiodes o cuando los sistemas endorfinérgicos están desactivados. Se prescribe en el tratamiento de la dependencia de los opiodes (como la codeína, morfina y heroína) y del alcohol. 
La naltrexona desplaza de manera competitiva a los agonistas de los receptores opiodes, evitando los efectos euforizantes de los opiodes. La potencia relativa de la naltrexona como antagonista opioide es aproximadamente 2 veces mayor que la de naloxona. No produce dependencia física o psíquica, ni se ha descrito tolerancia. 
También se utiliza en la terapia del síndrome de abstinencia al alcohol por su efecto anti-craving. Reduce el deseo y el consumo de alcohol, mejora la tasa de abstinencia y disminuye las recaídas. Sin embargo, no es efectivo en los pacientes con daño hepático significativo. 

## Indicaciones
La naltrexona compite con la heroína y otros narcóticos a nivel de los receptores opioides, y así aminora los efectos de estos agonistas opioides. Está indicado principalmente en el tratamiento de mantenimiento a pacientes adictos a opioides para que dejen de usar estas sustancias. Una sola dosis de naltrexona administrada en días alternos bloquea virtualmente todos los efectos de la heroína. La naltrexona hace que disminuyan los efectos en la sobredosis por metadona, por ser un fármaco de acción más duradera. No se emplea en individuos hospitalizados que carecen de motivación para abandonar la drogadicción. Como es un antagonista de los receptores celulares, la naltrexona debe utilizarse en pacientes que hayan sido primero desintoxicados de su drogodependencia para no desencadenar un síndrome de supresión.
Existen pruebas de que la naltrexona disminuye el etilismo en alcohólicos crónicos y acorta los períodos de recidiva, por lo que se ha aprobado para ese propósito en varios países. El disulfiram y el acamprosato se han utilizado con este propósito con resultados similares a los de la naltrexona.
Aunque la naltrexona ayuda a reducir la ansiedad de los narcóticos o del alcohol, no se han observado efectos de este medicamento en el tratamiento de la adicción.
Recientemente se está postulando en varios estudios con resultados satisfactorios, como tratamiento sintomático del Síndrome de Fatiga Crónica. 

## Historia
La naltrexona fue sintetizada en 1963 por el Dr. Jack Fishman en Endo Laboratories, compañía farmacéutica de Nueva York en Estados Unidos, como parte de una serie de investigaciones relacionadas con el desarrollo de antagonistas opiodes para contrarrestar sus efectos.Durante los siguientes 10 años, la naltrexona fue estudiada en animales y en humanos. Los estudios preclínicos demostraron que la naltrexona antagoniza los receptores opiodes, evitando los efectos eufóricos y analgésicos de los opiodes.
En 1974 se inició el uso clínico de la naltrexona para el tratamiento de sobredosis y dependencia de opiodes. La naltrexona fue aprobada por FDA (Administración de Alimentos y Medicamentos de los Estados Unidos) como tratamiento apra la depdencia de opiodes bajo el nombre comercial de trexan en 1984. La naltrexona fue la alternativa de tratamientos ya existentes, como la metadona.
En 1994 la FDA aprobó la naltrexona para el tratamiento de la dependencia de alcohol bajo el nombre comercial de revia. Se relizaron estudios desde 1980 y ya para 1985 a cargo del Dr. Joseph Volpicelli y el Dr. Charles O´Brien se demostró la reducción de la tasa de recaídas en personas con trastornos por consumo de alcohol.
En 2006 se aprobó una formulación inyectable de liberación prolongada de naltrexona conocida como vivitrol, mejoró el cumplimiento terapéutico porque se administra una vez al mes.

## Descripción
La naltrexona pertenece a la clase de morfinanas, derivado de la noroximorfona, y bloquea los receptores opiodes (mu, kappa, delta) del cerebro. La metilnaltrexona es un análogo de la naltrexona con un grupo metilo agregado a la molécula, lo que le permite acutar sobre los receptores opiodes periféricos, limitada al tratamiento del estreñimiento inducido por opiodes. 

## Mecanismo de acción

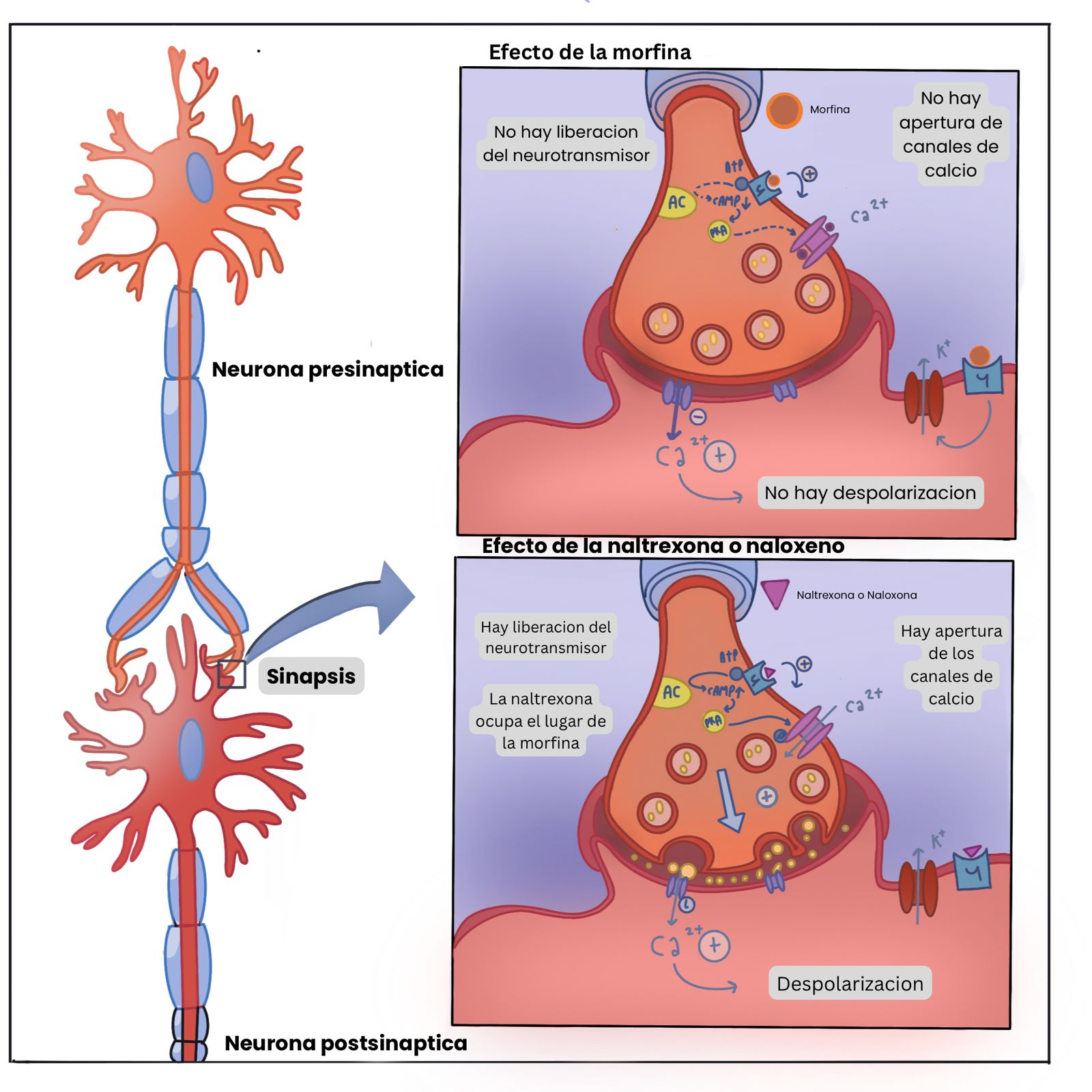
Mecanismo de acción de la naltrexona comparada con la morfina, la cual inhibe la liberacion de los neurotransmisores, el efecto de la naltrexona es la liberación de estos.

La naltrexona es antagonista de los receptores opioides, sin embargo, tiene 10 veces mayor afinidad en los receptores Mu que en los Kappa y Delta.  
La naltrexona aumenta la transmisión del impulso nervioso y la despolarización, evitando así el efecto sedante de medicamentos como la codeína.  

## Efectos farmacológicos

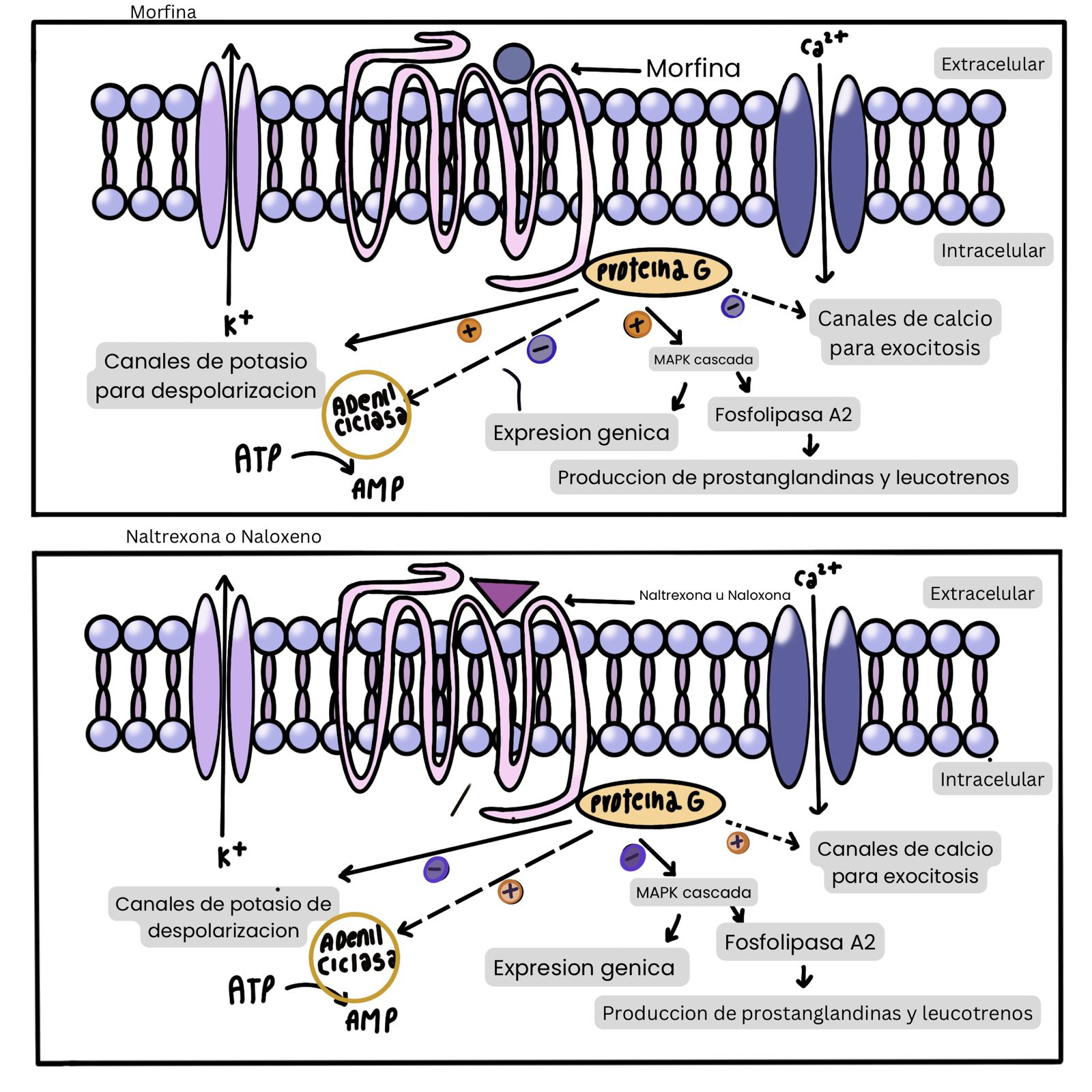
Membrana lipidica que muestra la cascada de efectos que tiene la naltrexona. La naltrexona actúa en proteina g.

La naltrexona es un medicamento con efectos farmacológicos dirigidos a la reducción del consumo de sustancias opioides tales como la heroína, la metadona, oxicodona y el alcohol. Reduce la ansiedad por búsqueda causada por el consumo de estas sustancias.
La naltrexona tiene efectos en el circuito de recompensa que es activado por los opioides, la naltrexona al tener el mismo sitio de unión a los opioides reduciendo el refuerzo positivo que estos causan en este circuito de recompensa, reduciendo de esta manera la ansiedad por búsqueda de los opioides.
Tiene mayor efecto en personas cuyo consumo de alcohol o sustancias es crónico y con historial familiar de abuso. 

## Interacciones
| Fármacos que interaccionan con Naltrexona             | |
| Fármaco                                               | Resultados de la interacción |
| Benzodiacepinas                                       | Se ha reportado somnolencia y letargo después de la administración de naltrexona con tioridazina.                                                                      |
| Acamprosato                                           | Se ha reportado aumento de los niveles de acamprosato a nivel plasmático en consumo de naltrexona en personas dependientes de alcohol.                                 |
| Disulfiram, Amitriptilina, Doxepina, Clozapina, Litio | No se ha estudiado las interacciones farmacológicas con estos psicofármacos.                                                                                           |
| Opioides                                              | La naltrexona no se debe tomar con opioides debido a que ellos actúan en el mismo receptor y al competir por este no se lograria ningún efecto positivo en la persona. |

## Vías de administración
La naltrexona se administra por vía oral. Ver Vías de administración de fármacos. 

## Absorción
La naltrexona se absorbe por vía oral (un 96% de la dosis), sufre metabolismo de primer paso y su biodisponibilidad es del 5 al 40%. Ver Absorción (farmacologia) y Liberación (farmacologia) 

## Distribución
La naltrexona se distribuye por todo el cuerpo, la unión a proteínas es del 21-28%. Ver Distribución (farmacología) 

## Metabolismo y metabolitos
La naltrexona se metaboliza a 6-beta-naltrexol a través de la enzima dihydrodiol deshidrogenasa, la 6-beta-naltrexol también tiene actividad antagonista, pero es menos potente la naltrexona. Pueden existir sitios extra hepáticos del metabolismo. Se han identificado también otros dos metabolitos minoritarios, 2-hidroxi-3-metoxi-6-beta-naltrexol y 2-hidroxi-3-metil-naltrexona, Ver Metabolismo. 

## Excreción
Tanto la naltrexona como sus metabolitos se conjugan con ácido glucurónico y se excretan principalmente por via renal el 53-79% de la dosis, sólo alrededor del 2% de la dosis se excreta en la orina sin cambios dentro de las 24 horas. El metabolito 6-beta-naltrexol se aclara mediantesecreción tubular renal.
Aunque la naltrexona y sus metabolitos experimentan reciclaje enterohepático, la eliminación fecal es una vía de eliminación menor. Ver Eliminación (farmacologia). 

## Efectos adversos
Para la evaluación de las reacciones adversas (RAM) se tienen en cuenta los criterios de la CIOSM.
| Grupo CIOSM     | Tipo de reacción |
| --------------- | --- |
| Muy frecuentes  | Aparato digestivo: Dolor abdominal leve, nauseas, vomito. Piel: prurito. Sistema nervioso: Ansiedad, insomnio, debilidad o cansancio inusual |
| Frecuentes      | Aparato digestivo: diarrea, sed aumentada, perdida de apetito Piel: rash cutáneo, sudoración Sistema nervioso: escalofríos, irritabilidad, problemas de libido Sistema cardiovascular: alteraciones electrocardiográficas Aparato reproductor: eyaculación retardada |
| Poco frecuentes | Infecciones e infestaciones: Herpes bucal, tiña del pie Aparato digestivo: dolor abdominal severo, aumento de peso Piel: xerosis Sistema nervioso: confusión, alucinaciones, depresión Trastornos oculares: visión borrosa, dolor o ardor en los ojos Trastornos respiratorios, torácicos y mediastínicos: aumento de la expectoración Trastornos hepatobiliares: aumento de la concentración sanguínea de bilirrubina |
| Raros           | - |
| Muy raros       | - |

El uso de la naltrexona puede venir acompañado de efectos colaterales, tales como confusión, malestar estomacal, ansiedad, dolor en las articulaciones o en los músculos.
Se ha notado anormalidades en la actividad de las aminotransferasas en el plasma sanguíneo de ciertos individuos. La combinación de naltrexona y disulfiram debe ser evitada por posible hepatotoxicidad. Aunque la naltrexona también bloquea los efectos terapéuticos de dosis tradicionales de opioides, en pacientes físicamente dependientes de los opioides puede precipitar un síndrome agudo de abstinencia.
Las dosis muy elevadas de naltrexona pueden causar insuficiencia hepática, de modo que ciertos síntomas y signos como moretones inusuales o sangrado, dolor, ictericia u orina de color oscuro deben ser consultados de inmediato con un profesional de la salud capacitado.
Uno de los aspectos a destacar en los pacientes que están a tratamiento de naltrexona es cuando se da la circunstancia de estar varios días (tres es suficiente) sin tomarla, con lo que los efectos antagonistas de los opiáceos desaparecen.[cita requerida] En esta situación si el sujeto consume heroína, notará los efectos de la misma como si nunca hubiera tomado naltrexona. El riesgo es que para volver a tomarla se debe de liberar el cuerpo de todo resto de opiáceo, pues si no los síntomas que se producen son semejantes a un síndrome de abstinencia severo; estos síntomas pueden darse a los dos minutos de la ingestión de la naltrexona o a los dos días de la misma.[cita requerida]
Para evitar esta situación es obligatorio estar al menos 4 días sin consumir ningún tipo de opiáceo, realizar el test de naloxona, y si este da positivo se puede reiniciar el tratamiento.[cita requerida]

## Uso clínico

### Tratamiento del trastorno por consumo de opioides
La naltrexona tiene el mismo sitio de unión en los receptores para los opioides, uniéndose a este para evitar la unión del opioide y los efectos que este tiene en la persona. Al evitar la unión de este, la persona no experimenta la sensación de euforia y tranquilidad característica de estos. La dosis inicial es de 25mg una vez al día durante 12 semanas, el tratamiento con naltrexona es específico para cada persona y algunas personas tienen tratamiento con dosis altas de naltrexona, sin embargo efectos adversos en grupos con bajas dosis o grandes dosis no demuestra aumento o disminución de los efectos adversos.

### Tratamiento del trastorno por consumo dealcohol
La naltrexona es usada para reducir la ansiedad por búsqueda de alcohol en las personas, 50mg al día por varios meses ayuda a impedir que se tenga la sensación de tranquilidad que producen estas sustancias, reduciendo así el consumo de estas y evitando recaídas y el alcohol consumido por la persona.

### Tratamiento delpruritodebido a la enfermedad hepática colestásica
Cuando el prurito es resistente a la colestiramina o al ursodiol, se recomienda la administración de naltrexona en dosis bajas que se elevan poco a poco. La dosis para el tratamiento del prurito utilizando naltrexona es de 50mg al día de 7 días a 4 semanas. Si la persona tiene náuseas al inicio del tratamiento se inicia utilizando dosis de 25mg de naltrexona.

### Tratamiento de la abstinencia a lanicotina
Se utiliza dosis de 50mg de naltrexona en conjunto con parches transdérmicos de nicotina como tratamiento en pacientes que buscan dejar de fumar. Es más efectivo el tratamiento usando la naltrexona y los parches de nicotina que los parches de nicotina sin otro medicamento en el tratamiento del hábito de fumar.

### Tratamiento de laesclerosis múltiple
No se demostraron efectos adversos, el tratamiento usando naltrexona para la esclerosis múltiple en dosis de 4.5 mg, no es a largo plazo ya que se usa por 8 semanas y demuestra mejoras en la calidad de vida del paciente. La naltrexona tiene importante cantidad de la cual es metabolizada hepaticamente y excretada renalmente, en esta enfermedad se ven afectados estos procesos por lo cual debe ser monitoreada con atención.

### Tratamiento del dolor a dosis bajas denaltrexona
La naltrexona a dosis bajas se ha encontrado que tiene efectos similares a la amitriptilina en el tratamiento de la neuropatía de la diabetes con alto perfil de seguridad. La naltrexona para el tratamiento de la neuropatía diabética tiene efecto del 32% en condiciones inflamatorias y 44% en condiciones neuropáticas. Algo que se encontró es que dosis de 5.4 mg disminuyeron el dolor en su 95% de pacientes con fibromialgia.

## Contraindicaciones
- Hipersensibilidad a la naltrexona [12]
- Embarazo
  - Estudios en animales han evidenciado toxicidad reproductiva. Se ha demostrado efecto embriocida en embriones de ratas y conejos que han sido sometidos a dosis 140 veces mayores a la dosis terapéutica de naltrexona. El efecto descrito se evidenció en ratas tratadas con 100 mg/kg en el periodo de gestación y en conejos tratados con 60 mg en el periodo de organogénesis. No se conoce el riesgo potencial en seres humanos. La recomendación de la administración de la naloxona es cuando los efectos positivos primen sobre los negativos. No se conoce si el metabolito activo de la naltrexona es secretado en leche materna durante la lactancia, no se recomienda lactancia cuando hay consumo de naltrexona.[12]
- Hepatitis Aguda [12]
- Analgésicos Opiaceos [12]
- Cirugía [12]
  - La administración de naltrexona debe ser interrumpida previamente a procedimientos quirúrgicos, los pacientes que utilizan naltrexona generalmente requieren mayores dosis cuando se precisa aplicar analgesia con opiáceos, generalmente requieren mayores dosis de estos, lo cual aumenta el riesgo de depresión respiratoria. [12]

## Otros usos

### Naltrexona comparada conbuprenorfinaometadonaen el embarazo
La naltrexona se ha sugerido como apropiada para el tratamiento de la adicción a opioides en embarazadas, sin embargo no hay muchos estudios que sostengan esta postura y se opte por otro tratamiento en el embarazo que tengan perfil de seguridad apropiado. 

## Sociedad y cultura

### Nombres genéricos
La naltrexona es el nombre genérico del medicamento y su DCI, USAN, BAN, DCF y DCIT, mientras que el clorhidrato de naltrexona es su USP y BANM.

### Nombres de marca
La naltrexona se comercializa o se ha comercializado con una variedad de marcas comerciales, incluidas Adepend, Antaxone, Celupan, Depade, Nalorex, Narcoral, Nemexin, Nodict, Revia / ReVia, Trexan, Vivitrex y Vivitrol. También se comercializa en combinación con bupropión (naltrexona/bupropión) como Contrave, y se comercializa con morfina (morfina/naltrexona) como Embeda. Se desarrolló una combinación de naltrexona con buprenorfina (buprenorfina/naltrexona), pero no se comercializó.